# Slamball

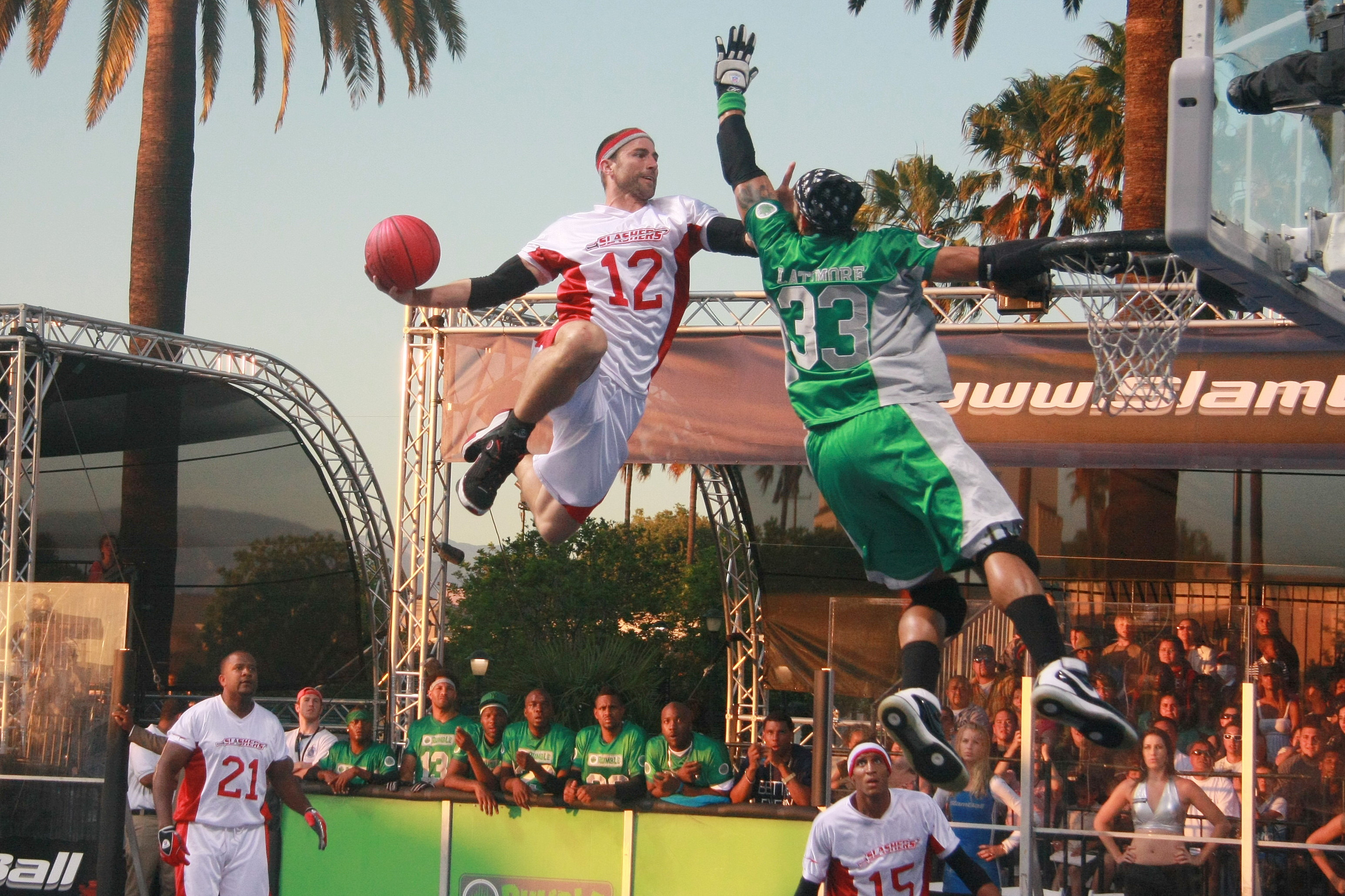
Mecz slamballa

Slamball – odmiana koszykówki, w której głównym elementem są wsady. Nazwa pochodzi od slam (slam dunk), czyli wsad, i ball czyli piłka. Chodzi po prostu o włożenie piłki do kosza. Gra jest bardzo szybka i widowiskowa. Wymyślono ją w 2002 w USA, mecze slamballu pokazuje Spike TV.

## Zasady

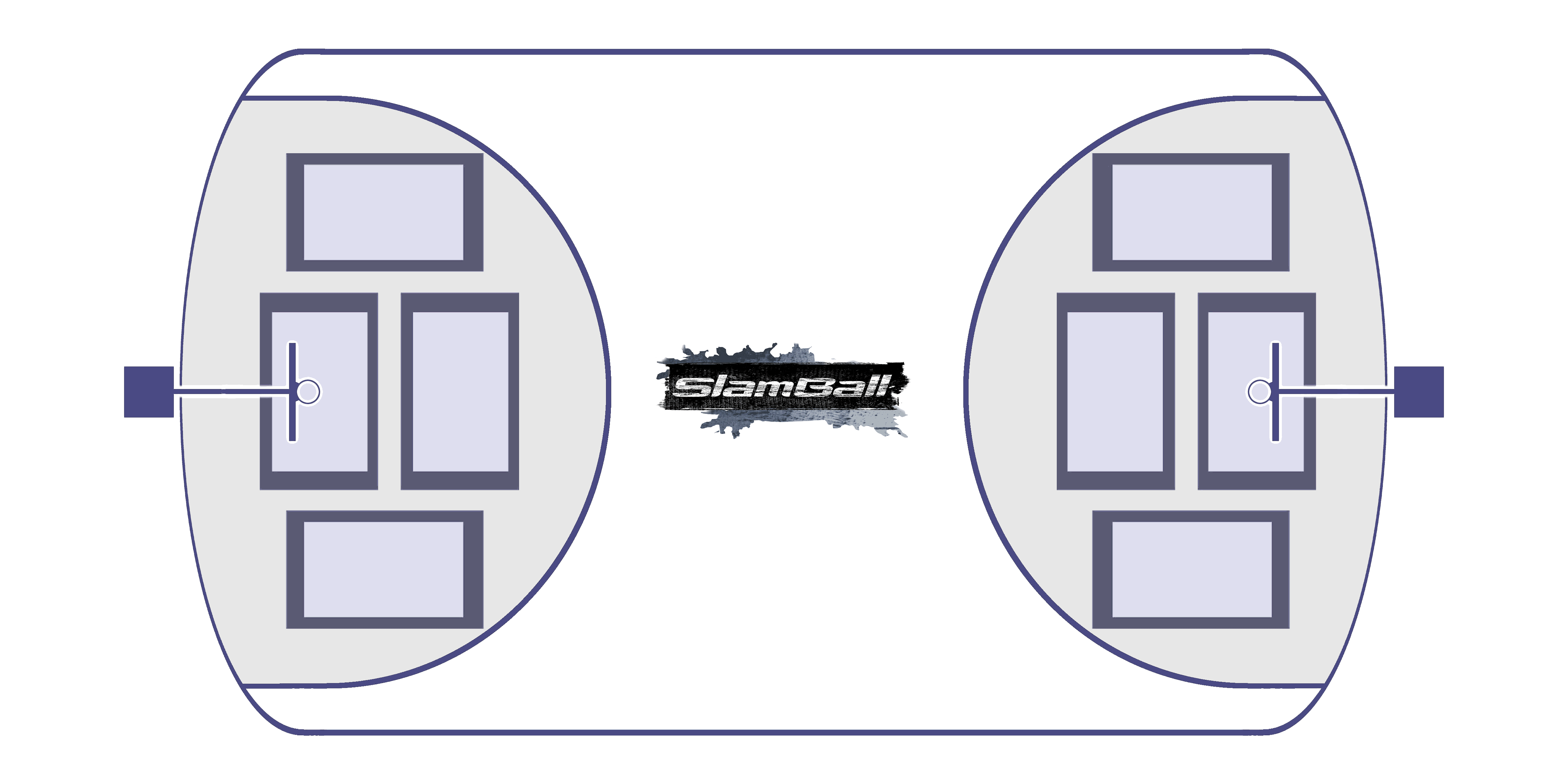
Plan boiska do gry w Slamball

Gra się podobnie do koszykówki (zobacz też: zasady koszykówki), tak jak w niej kosz znajduje się na wysokości 3,05 m. Istnieją jednak pewne różnice. W slamballa grają dwie drużyny złożone z czterech z reguły atletycznie zbudowanych graczy (handler - podający, stopper - defensywny center, dwóch gunnerów - atakujących) oraz czterech rezerwowych. Gra się w kaskach na głowach i ochraniaczach na łokciach i kolanach. Na boisku są cztery trampoliny-batuty o wymiarach 2,1m (7') x 4,2m (14') na każdym z końców, w tzw. SlamZones (strefa wsadów). Pole gry o wymiarach 28,6m (94') x 16,7m (55') oddzielone jest od publiczności pleksiglasową osłoną. Drużyny dokonują zmian bez zatrzymywania rozgrywki. Dozwolone są przepychanki (ale nie na trampolinach). Pomiędzy batutami jest tzw. wyspa - strefa bezkontaktowa, gdzie można stać maksymalnie trzy sekundy. Na rozegranie całej akcji zespół ma 15 sekund (w koszykówce 24 sekundy). Mecz trwa 2 razy po 8 minut bez zatrzymywania czasu (zegar zatrzymuje się tylko w czasie time-out'ów, czyli przerw na żądanie).
Punktacja wygląda następująco: za wsad dostaje się 3 punkty, za wszystkie inne rzuty oddane w normalnym czasie gry po 2. Rzut zza czerwonej linii w 2 ostatnich minutach spotkania liczy się za 3 punkty. Zawodnik zostaje zdyskwalifikowany po 3 faulach osobistych lub 2 technicznych. 

## Zespoły amerykańskiej ligi slamballa
- Houston Bandits
- Philadelphia Bouncers
- Dallas Diablos (w lidze od 2002)
- Chicago Mob
- New York Riders
- Los Angeles Rumble
- Los Angeles Slashers (w lidze od 2003)
- Detroit Steal